# Hans Uwe Hielscher

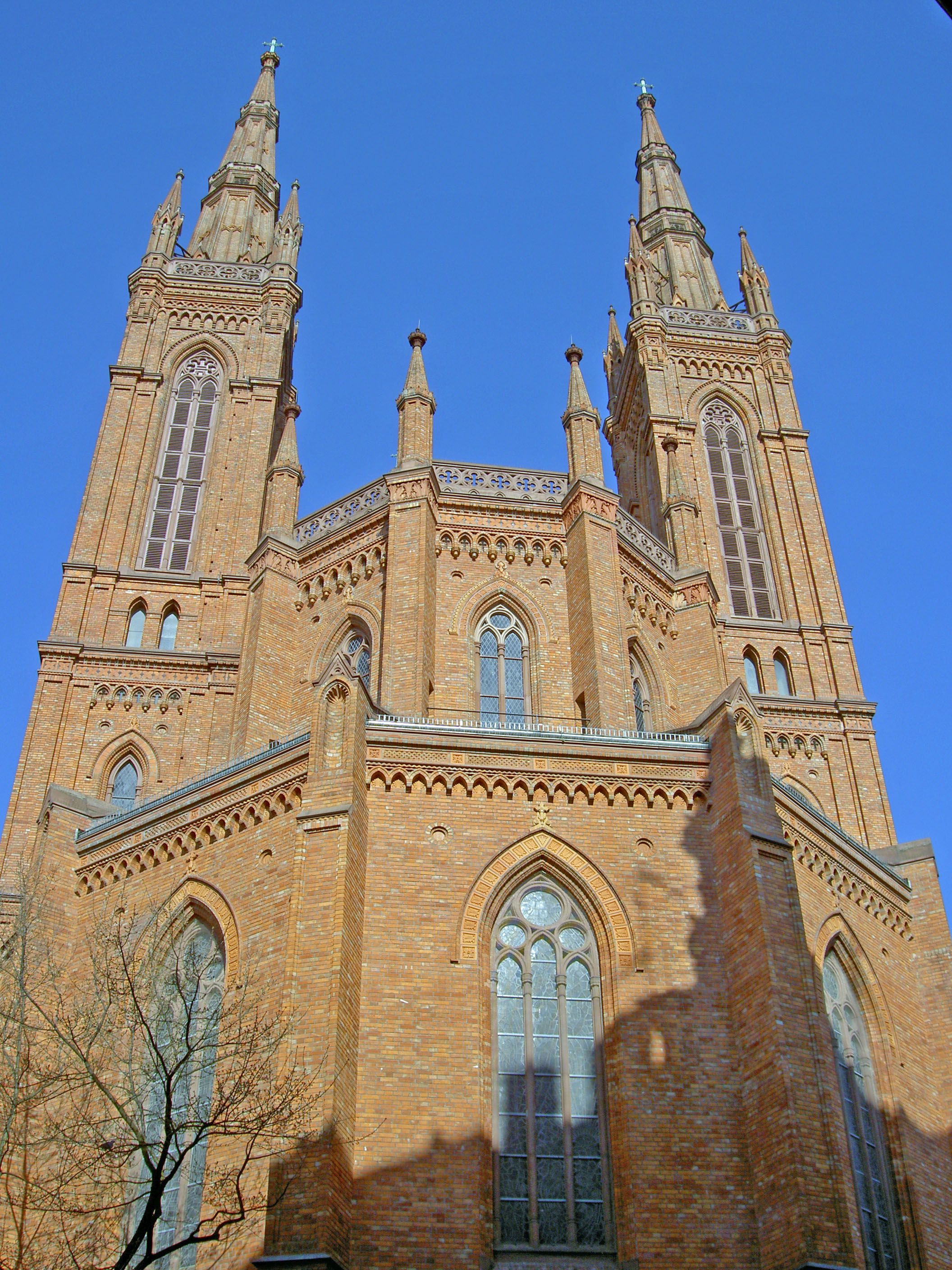
Marktkirche in Wiesbaden

Hans Uwe Hielscher (* 1945) ist ein deutscher Organist, Carillonneur und Komponist.

## Biografie
Hielscher studierte Kirchenmusik an der Hochschule für Musik in Detmold (A-Examen). Er ergänzte seine Studien in Paris und Rouen. Außerdem absolvierte er eine Ausbildung als Carillonneur in Utrecht.
Von 1969 bis 1973 war er Kirchenmusiker der evangelischen Inselkirche auf Juist. Zwischen 1973 und 1979 war er an der Altstädter Nicolaikirche in Bielefeld tätig. Von 1979 bis zu seinem Eintritt in den Ruhestand im März 2010 wirkt er als Organist und Carillonneur an der Marktkirche in Wiesbaden. Hier initiierte er die ganzjährig stattfindende Samstag-Konzertreihe „Orgelmusik zur Marktzeit“, größtenteils von ihm selbst gespielt, sowie Orgelkonzerte mit internationalen Gastorganisten. Seit 1979 spielt er regelmäßig ein Silvester-Orgelkonzert, bis 2010 gemeinsam mit seinem Kollegen Gabriel Dessauer von St. Bonifatius, seither mit seinem Nachfolger Thomas Frank.
In seinem Ruhestand bleibt er der Gemeinde mit einer halben Stelle erhalten. Zu seinem Nachfolger wurde Thomas Jörg Frank am 1. März 2010 in das Amt des Marktkirchenkantors berufen.
Von 1987 bis 2004 versah Hielscher im Wiesbadener Kurhaus das Amt des Kurhaus-Organisten. 1985 wirkte er in einem Austauschprogramm mit Prof. Dr. Samuel Swartz als Organist der Immanuel Presbyterian Church in Los Angeles. Von  1986 bis 1994 lehrte er regelmäßig als Gastprofessor an der University of Redlands in Kalifornien.
Hielscher spielte weltweit über 3700 Orgelkonzerte in nahezu allen europäischen Ländern sowie auf bisher 70 Tournéen in den USA und mehrfach in Kanada, Australien, Neuseeland, Frz.-Polynesien, Südafrika, Japan, Hongkong, Singapore, Bangkok. Viele seiner Rundfunk- und Fernsehaufnahmen sowie die meisten der bisher 18 CD-Einspielungen (publiziert bei Motette, IFO, Organophon und Wergo/Schott) sind der französischen Orgelmusik der Spätromantik, anglo-amerikanischer Musik und Orchester-Transkriptionen gewidmet. Seine Orgelkompositionen sind in deutschen und amerikanischen Verlagen publiziert, ebenso seine Bücher „Alexandre Guilmant – Leben und Werk“ und „Berühmte Orgeln der USA“.

## Auszeichnungen
- Chevalier de l’Ordre des Arts et des Lettres (1985)
- Bürgermedaille der Landeshauptstadt Wiesbaden in Silber (2009)
- Ehrenurkunde für Kunst und Kultur des Landes Hessen (2020)

## Werke

### Kompositionen für Orgel
- Suite française op. 2
- Fanfares op. 6
- Drei Choralvorspiele op. 8
- Variations sur „Frère Jacques“ op. 9
- Epitaph „In paradisum“ op. 11
- Passacaglia in a-Moll op. 12
- Variationen über „Veni Creator“ op. 14
- Pastorale op. 15
- Fantasie über „Victimae paschali laudes“ op. 18
- Drei Choralvorspiele op. 20
- Nocturne op. 21
- Vier Choralvorspiele zu Weihnachtsliedern op. 22
- Drei Choralvorspiele zu Morgenliedern op. 24
- Variations on „Amazing Grace“ op. 26b
- Variations on "Immortal, Invisible God op. 31
- Choralimprovisationen op. 32
- Bavo Suite op. 33
- Partita über „Es kommt ein Schiff, geladen“ op. 34
- Prière über „Kyrie, fons bonitatis“ op. 36
- Festive Fanfares op. 38
- California Wine Suite op. 40
- „In dulci jubilo“ con variazioni op. 41
- Grand Choeur op. 42
- Fantasie über „Mitten wir im Leben sind“ op. 43
- Preghiera op. 44
- Christmas Fantasy op. 46
- Mosaik - Zehn Miniaturen op. 47
- Variationen über „Geh aus, mein Herz“ op. 48
- Three Christmas Carols op. 49
- Poème du Soir op. 50
- Three American Folksongs op. 51
- Carillon op. 52
- Processional op. 53
- Suite concertante op. 54
- Partita „Wir pflügen und wir streuen“ op. 55
- Partita „Wie soll ich dich empfangen“ op. 57
- Fantasie über „Nun danket alle Gott“ op. 59
- Fränkische Wein-Tänze op. 60
- Variationen über ein Thema von Mendelssohn op. 61
- Vier Marianische Antiphone op. 63
- Scottish Rhapsody op. 64
- Intrade op. 65
- Fantaisie sur „Ia Ora O Tahiti Nui“ op. 66
- Cavatina in G-Dur op. 67
- Variationen über „Du meine Seele, singe“ op. 68
- Variationen über das „Hessenlied“ op. 69

### Kompositionen für Gesang und Orgel
- Deux Prières op. 3
- O Jesu nomen dulce op. 7
- Fürchtet euch nicht op. 10
- Ich bin die Auferstehung op. 13
- Veni redemptor gentium op. 23
- In paradisum op. 25
- Hark, the herald angels sing op. 28
- Lauda Sion salavatorem op. 29
- Pfingstkantate „Komm, heiliger Geist“ op. 35
- Weihnachtsfantasie op. 56

### Kompositionen für Blechbläser und Orgel
- Processional für 4-stg. Bläserchor und Orgel op. 16
- Sonatina in F-Dur für Trompete und Orgel op. 19
- Variations on „Amazing Grace“ für Trompete und Orgel op. 26a
- Fantasia gregoriana für Trompete und Orgel op. 45
- Weihnachts-Fantasie für zwei Trompeten, Sopran und Orgel op. 56

### Kompositionen für Carillon (Turmglockensspiel)
- Beiaard Suite op. 27
- Variationen über ein altfranzösisches Volkslied op. 30
- Kontraste op. 37
- Dansje op. 39
- Variationen über „Stille Nacht“ op. 58

### Bearbeitungen für Carillon
- Bölting, Ralf: Ragtime
- Cano, Antonio: Romanca d’Espagna
- Joplin, Scott: March „Cleopha“

### Bearbeitungen für Orgel
- Bédard, Denis: Danse
- Brahms, Johannes: Ungarischer Tanz Nr. 5
- Gershwin, George: Rhapsody in Blue
- Goodwin, Ron: Miss Marple Theme
- Gounod, Charles: Marche funèbre d’une Marionette
- Grieg, Edvard: Norwegischer Tanz op. 35/2
- Ketèlbey, Albert: By the Blue Hawaiian Waters
- Ketèlbey, Albert: Dance of the Merry Mascots
- Ketèlbey, Albert: In the mystic land of Egypt
- Ketèlbey, Albert: In a Chinese Temple Garden
- Mascagni, Pietro: Intermezzo sinfonico (aus “Cavalleria rusticana”)
- Moszkowski, Moritz: Spanischer Tanz op. 12/2
- Pasini, Enrico: Scherzo-Fantasia
- Sullivan, Arthur: The Lost Chord
- Suppé, Franz von: Ouvertüre zu „Dichter und Bauer“
- Warren, Harry: Chattanooga Choo-Choo

### Bearbeitungen für Orgel zu vier Händen
- Ravel, Maurice: Boléro
- Saint-Saëns, Camille: Bacchanale (aus „Samson und Dalila“)
- Suppé, Franz von: Ouvertüre zu „Dichter und Bauer“

### Schriften
- Alexandre Guilmant (1837-1911). Leben und Werk, Robert Bechauf, Bielefeld 1987 (= 122. Veröffentlichung der Gesellschaft der Orgelfreunde)
- Berühmte Orgeln der USA
- Die Orgel in der Marktkirche Wiesbaden
- Französische Orgelkunst der Spätromantik